# Большая Журавка (приток Грушевки)
Больша́я Жура́вка — балка в Ростовской области, правый и первый крупный приток Грушевки (бассейн Дона). В балке сооружены пруды. Общее падение 75 м.

## Течение
Берёт начало на южном склоне Донецкого кряжа, к востоку от посёлка Лесостепь. Высота истока — 190 м над уровнем моря. Поначалу протекает по искусственному лесу Донлесхоз. Течёт на юго-юго-запад, затем поворачивает на юго-восток выходя из леса, а после течёт на востоко-юго-восток. Впадает в реку Грушевку с правой стороны напротив села Табунщиково Красносулинского района Ростовской области. Высота устья — 115 м над уровнем моря.
Протекает по территории Красносулинского района Ростовской области.

## Населённые пункты
В самой балке населённых пунктов нет, но в её бассейне расположены посёлок Лесостепь и пгт. Горный (частично).